# Bedretto
Bedretto (in dialetto ticinese Bidree o Büdree) è un comune svizzero di 108 abitanti del Canton Ticino, nel distretto di Leventina, parte della Regione Tre Valli.

## Geografia fisica

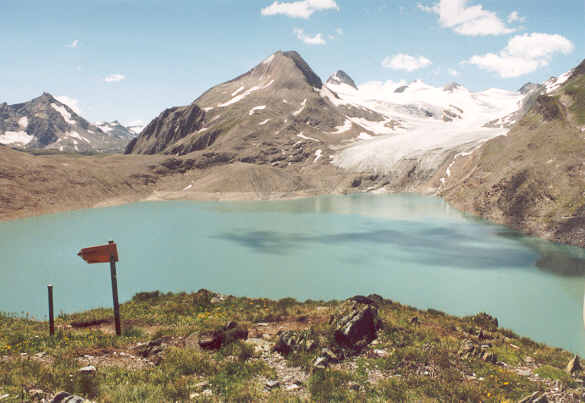
Il ghiacciaio e il lago del Corno Gries

Bedretto è posto in Val Bedretto, parte occidentale della Val Leventina. I laghetti alpini del Corno e di Cave delle Pigne sono di proprietà del patriziato di Bedretto.
È il comune più occidentale del Canton Ticino e uno dei più settentrionali, al confine con il Piemonte, il Canton Uri (unico insieme ad Airolo) e il Canton Vallese (con quest'ultimo, è l'unico comune ticinese a confinarvi).

## Storia
La vicinia della Val Bedretto risulta separata dalla comunità di Airolo prima del 1227. La comunità della valle apparteneva alla rodaria di Intus Montem con Airolo, Quinto, la sua frazione di Ambrì e Prato Leventina; con queste comunità aveva il monopolio dei trasporti attraverso i passi di San Giacomo e della Novena. In questo ambito sono pervenuti un documento del 1407 dove si stipulano accordi con le vicinie di Prato Leventina, Faido, Chiggiogna e Giornico, per la gestione di alcuni alpeggi della valle, e una convenzione del 1451 stipulata con gli abitanti della Val Formazza.
Nel 1919, una valanga travolse alcuni ricoveri per animali delle località Bolla e Schiavò (situate di fronte all'abitato di Bedretto).
Durante l'inverno 1950-51, la zona compresa tra il Riale di Villa e la località All'Acqua venne ripetutamente interessata da valanghe che misero fuori uso la linea elettrica che collega la Leventina a Mörel. Lo scorrimento di tali valanghe fu facilitato dal fatto che nel settembre 1947 la zona detta Bosco era stata devastata da un incendio. Nello stesso inverno, ulteriori distacchi di neve provocarono la distruzione di stalle nelle località Bolla, Schiavò, Sassello (a valle dell'alpe di Pesciora), Solchi e Soria (di fronte a Ossasco).

## Monumenti e luoghi d'interesse
- Chiesa dei Santi Maccabei in località Villa (1594, ricostruita nel XIX secolo)[4];
- Oratorio dei Santi Sebastiano Rocco in località Bedretto, attestata nel 1570[senza fonte];
- Oratorio di Sant'Antonio abate in località Ronco (XVII secolo)[senza fonte];
- Casa Rossi in località Ossasco (1759)[senza fonte].
- Alpe Cioss Prato (1 572 m s.l.m.), di proprietà del patriziato di Bedretto[senza fonte];
- Alpe Valleggia (1 1753 m s.l.m.), di proprietà del patriziato di Bedretto[senza fonte].

## Società

### Evoluzione demografica
L'evoluzione demografica è riportata nella seguente tabella:
Abitanti censiti

## Amministrazione
Ogni famiglia originaria del luogo fa parte del cosiddetto comune patriziale e ha la responsabilità della manutenzione di ogni bene ricadente all'interno dei confini del comune. La fondazione del comune patriziale risale al 1761.